# 磷化铋
磷化铋是一种无机化合物，化学式为BiP。

## 制备
将P(SiMe3)3逐滴加入BiCl3的甲苯溶液中，形成黑色沉淀，即BiP。用Bi(NMe2)3参加反应，也能得到产物：
Bi(NMe2)3 + P(SiMe3)3 → BiP↓ + 3Me3Si(NMe2)
磷化钠和三氯化铋在甲苯中（0℃）的反应，也能得到BiP，其中NaCl可用乙醇水溶液洗去：
Na3P + BiCl3 → BiP + 3 NaCl